# Der Aufbruch (Kafka)
Der Aufbruch ist eine 1922 von Franz Kafka verfasste Parabel und wurde 1936 postum und zunächst gekürzt von seinem Freund Max Brod veröffentlicht. Sie beschreibt den Ritt eines Ich-Erzählers, der seine Heimat mit ungewissem Ziel verlässt. Möglicherweise liegt dem Text eine ostjüdische Erzählung zu Grunde.

## Inhalt
Zu Anfang bereitet der Ich-Erzähler seinen Ausritt vor. Auf Anfrage seines  Dieners, wohin die Reise führen solle, antwortet der Protagonist mehrmals mit „nur weg von hier“ und erklärt „Weg-von-hier“ als sein Ziel. Als der Diener wissen will, warum sein Herr denn keinerlei Proviant mitnehme, entgegnet der aufbrechende Protagonist, es sei eine so besonders lange Reise, dass er ohnehin verhungern müsste, falls er unterwegs nichts zu essen bekomme. Mit der Betonung, dass diese ungeheure Länge der Reise doch ein Glück sei, endet die kurze Parabel.

## Formanalyse
Kafka benutzt in dieser Parabel die von ihm bekannte, eher schlichte Stilart. Die Aussagen sind in kurze Hauptsätze gefasst, so stehen nur drei Nebensätze genau 36 Hauptsätzen gegenüber. Im Allgemeinen sind diese nicht besonders aufwändig geschmückt und ohne besondere Verknüpfungen einfach aneinandergereiht. Die simple Handlung entwickelt sich zunächst zu einer Wechselrede, es folgt dann der Einsatz der indirekten Rede, welche am Ende zur direkten Rede hinausläuft.

## Deutungsansätze
In dieser Parabel spricht Kafka zuversichtlich (eine Besonderheit!) vom großen Wagnis eines Lebensaufbruchs, bei dem sich der Protagonist erneuert.
Er reitet aus, ohne jedoch zu wissen, wohin er genau aufbrechen möchte. Dieser Ritt soll die Grenzen des offensichtlich ungeliebten Gewohnten durchbrechen, es erscheint fast wie eine Flucht. Sein Umfeld (in diesem Fall der Diener) versteht diesen Vorsatz nicht. Zur Verstärkung des Aufbruchsgefühls ertönt kurz nach der Ankündigung des Vorhabens ein Trompetenton, sodass seine innere Aufbruchbereitschaft und das äußere Signal gleichzeitig stattfinden. Diesen Weckruf hört jedoch nur er, da seinem Umfeld sein Drang, zu neuen Ufern auszubrechen, unverständlich bleibt.
Die Reise ist, wie er betont, lang und kann auch misslingen (Tod durch Verhungern). Eine Absicherung gegen Misserfolge, wie z. B. das Mitnehmen von Essensvorräten, läuft darauf hinaus, dass diese Reise – im Sinne einer Veränderung – wiederum misslingen würde, da es wieder in den Zustand des Gewohnten verkäme. So ernährt der Weg allein den Reisenden und nicht erst das Ziel sichert sein Überleben. In einer Umschreibung könnte man dies als „der Weg ist das Ziel“-Maxime deuten. Und deshalb sei es ja auch ein Glück, dass dieser Weg eine „wahrhaft ungeheuere Reise“ darstellt.  Jedoch spricht dem entgegen, dass die Reise doch ein Ende finden wird, da sie nicht unendlich ist, sondern nur „lang und ungeheuerlich“. Trotz dieser Strapazen ist der Protagonist bereit, sie auf sich zu nehmen, um das Alte zu durchbrechen und sich dem Neuen zu stellen – ein immerwährender Aufbruch.
Sudau (S. 126): „Einfache Verhältnisse also, Grundsituationen, von Menschengedenken an wichtig und wiederkehrend. Nur die insgeheim vorgehenden Sinnverschiebungen – Reise als Lebensreise, Trompete als Wecksignal –, die von den leisen Irritationen – dem Nicht-Verstehen und Nicht-Hören des Dieners – ausgehen, sorgen dafür, dass die Banalität sich in Bedeutsamkeit wandelt...“

### Das Schreiben als Reise
Sabine Eickenrodt zeigt am Beispiel von Kafkas Erzählung Der plötzliche Spaziergang (1913), dass der plötzliche Aufbruch einen Topos, ein typisches Motiv, in Kafkas Erzählungen darstellt. Jörg Wolfradt sieht in Kafkas Aufbruchstexten den „Sinnentzug als Strukturprinzip“ „Kafkas Texte ‚proben Anfänge‘. Sie operieren mit anfänglichen Sinnannahmen, um diese dann Stück für Stück zurückzunehmen.“ Kafkas Parabel „Der Aufbruch“ nehme „ein anfängliches stoffliches ‚Widerlager‘“ zum Ausgangspunkt. Die anfänglichen „Wirklichkeitsbezüge – Betreten des Stalls, Satteln des Pferdes, Ankommen beim Tor“ würden jedoch durch das anschließende Gespräch in Frage gestellt.
Diese Abkehr von konkreten Bezügen vollzieht sich nach Wolfradt in zwei Schritten: Aus der Angabe „Immerfort weg von hier …“, die noch an den konkreten Ausgangspunkt der Reise, die alte Umgebung, anknüpfe, werde das imaginäre Ziel des „Weg-von-hier“. Im Anschluss an Eberhard Frey interpretiert Wolfradt diesen Aufbruch als sprachlichen „Übergang vom Bekannten zum Unbekannten“. Sehr weitgehend interpretiert Frey dieses Sprechen selbst als die Reise. Das sprachliche Konstrukt des „Weg-von-hier“, das dem Diener unverständlich bleibt, bringt nach Wolfradt den „Text in Bewegung“.
Dem Diener bleibe die Zielbeschreibung unverständlich, der Herr könne sie nicht verständlich in Worte fassen, „eine Explikation des Reiseziels scheitert an der allgemeinen Unordnung des Diskurses“. Was bleibt, ist die Bewegung des Schreibens. Frey interpretiert, davon ausgehend die „Erzählung als Reise … als die unaufhörliche Bewegung, die sich immer wieder neu vom eben erst gewonnenen Ziel abstößt und damit auch immer auf der Grenze zum Unbekannten bleibt.“
Wolfradt weist darauf hin, dass das Reiten für Kafka in verschiedenen Texten als „Metapher für das Schreiben“ diene. „Der Ritt auf dem Pferde verkörpert das ‚Hineinreiten‘ ins Schreiben, das Hinfahren der Feder auf dem weißen Papier.“

### Biographische Deutung
Marie Haller-Nevermann stellt die Erzählung in einen biographischen Kontext. Kafka habe als „Lebenslösung“ in Tagebüchern und Texten immer wieder daran gedacht „wegzulaufen, wegzugehen, wegzuspringen“. Die Parabel „Der Aufbruch“ sei Kulminationspunkt der literarischen Fassungen dieser Ausbruchsversuche, für die Kafka sowohl Reisen als auch Selbstmord durchdacht habe. „Eines der Vehikel, die dieser Utopie des Weggehens dienen, ist für den Reiter Kafka das Pferd.“ Die Zielformulierung „Weg-von-hier“ in der Parabel stehe für die Ablehnung seiner Lebenssituation, allerdings positiv gewendet: Es sei die „Aufforderung an sein Ich, selbst aktiv zu werden, sich zu befreien durch Negation“.
Im gleichen Sinne stellt Peter-André Alt die Parabel in den biographischen Kontext von Kafkas Reise zu Dora Diamant nach Berlin 1923. „Die kurze Studie Der Aufbruch hatte im Februar 1922 mit dem antizipierenden Wissen der Literatur beschrieben, was hier geschah: ein Reiter unternimmt eine weite Reise, deren einziges Ziel es ist, ‚nur weg von hier‘ zu führen.“

## Weblink (Text des Gleichnisses)
- Die onlinegestellte Fassung der Parabel

## Sekundärliteratur
- Sabine Eickenrodt: Plötzlicher Spaziergang. Der Aufbruch als Topos einer literarischen Bewegungsform bei Kafka und Walser. In: Hans Richard Brittnacher; Magnus Klaue: Unterwegs. Zur Poetik des Vagabundentums im 20. Jahrhundert. Köln [u. a.] 2008, S. 43ff.
- Eberhard Frey: Erzählen als Lebensform. Zu Kafkas Erzählung „Der Aufbruch“. In: Sprachkunst 13, 1982.
- Ralf Sudau: Franz Kafka: Kurze Prosa/Erzählungen – 16 Interpretationen. Klett, Stuttgart 2007,  ISBN 978-3-12-922637-7.
- Jörg Wolfradt: Der Roman bin ich. Schreiben und Schrift in Kafkas „Der Verschollene“. Epistemata. Reihe Literaturwissenschaft, Bd. 188, Königshausen & Neumann 1996.